# 森結有花
森 結有花（もり ゆうか、1989年4月26日 - ）は、北海道放送のアナウンサー。

## 来歴
北海道帯広市出身。北海道帯広柏葉高等学校、横浜市立大学卒業。大学在学時にはテレビ朝日アスクに通っていた。
2012年4月に石川テレビ放送に入社し、同局のアナウンサーになる。石川テレビでは、入社直後の4月4日から『石川さん情報Live リフレッシュ』に出演していた。
退社後、2017年3月に北海道放送へ移籍。フジテレビ系列での同期であった谷藤博美（小樽市出身、元富山テレビ）と世永聖奈（猿払村出身、元さくらんぼテレビ）、そして同年に新卒入社した森田絹子（札幌市出身）とともに同局のアナウンサーになる。

## 担当番組

### テレビ番組
- 石川さん情報Live リフレッシュ（石川テレビ）
- 石川テレビスーパーニュース（石川テレビ） - 天気キャスター[4]
- SHOPてチョーダイ!（石川テレビ）[Blog 5]
- N-18 凸（石川テレビ） - MC[5]
- あぐり王国北海道NEXT（北海道放送、2017年4月1日 - ）
- グッチーな!（北海道放送、2022年4月7日 - ）
- SitakkeTV（北海道放送） - ナレーター[1]

### ラジオ番組
- 気分上昇ワイド ナルミッツ!!!（HBCラジオ）
- Sitakkeラジオ（HBCラジオ） - MC[1]

### ブログ出典
1. 1 2  “12/4帯広出身HBCアナウンサー森結有花さん⑥ラスト！”. PROGRAM BLOG.  エフエムおびひろ (2021年12月1日). 2025年6月22日閲覧。
2. ↑  森結有花 (2012年4月2日). “よろしくお願いします！”. 森結有花の元気モリモリ！ゆうカラー.   石川テレビ. 2012年4月7日時点のオリジナルよりアーカイブ。2025年6月22日閲覧。
3. ↑  森結有花 (2012年4月4日). “初出演！”. 森結有花の元気モリモリ！ゆうカラー.   石川テレビ. 2012年4月7日時点のオリジナルよりアーカイブ。2025年6月22日閲覧。
4. ↑  森結有花 (2017年4月5日). “よろしくお願いいたします！”. 「アナウンサー日記」.   北海道放送. 2021年3月2日時点のオリジナルよりアーカイブ。2025年6月22日閲覧。
5. ↑  森結有花 (2013年4月3日). “新年度！”. 森結有花の元気モリモリ！ゆうカラー.   石川テレビ. 2013年5月30日時点のオリジナルよりアーカイブ。2025年6月22日閲覧。

### 上記以外の出典
1. 1 2 3  “「まるでトランスフォーマー」令和っ子は冷静にツッコミ？！昭和に流行った筆箱、知ってますか？【したっけラジオ】”. Sitakke.   北海道放送. p. 2 (2025年5月20日). 2025年6月22日閲覧。
2. ↑  “試合日程・結果”.   横浜市立大学 女子バスケットボール部. 2025年6月22日閲覧。2009年度から2011年度までの試合結果に森の名前が記されている。
3. ↑  “合格者一覧”.   テレビ朝日アスク. 2025年6月22日閲覧。「2012年度実績 総数（82）」と「2017年度実績 総数（138）」の「もっと見る」をクリック/タップした先に記載。
4. ↑  “スーパーニュース”.   石川テレビ. 2012年5月2日時点のオリジナルよりアーカイブ。2025年6月22日閲覧。
5. ↑  “石川テレビの音楽情報番組 N-18 DECO”.   石川テレビ. 2013年4月11日時点のオリジナルよりアーカイブ。2025年6月22日閲覧。